# Sayfallah Ltaief
Sayfallah Ltaief (Zürich, 22 april 2000) is een Tunesisch-Zwitsers voetballer die doorgaans speelt als vleugelspeler. In juli 2024 verruilde hij FC Basel voor FC Twente, dat hem in augustus 2025 verhuurde aan Sparta Rotterdam. Ltaief maakte in 2022 zijn debuut in het Tunesisch voetbalelftal.

## Clubcarrière
Ltaief speelde in de jeugd van FC Zürich, waar hij na twee jaar bij Kosova Zürich weer terugkeerde. In 2018 maakte hij de overstap naar de opleiding van FC Winterthur. Bij deze club zou hij zijn professionele debuut maken op 23 juni 2020, toen in de Challenge League met 1–1 gelijkgespeeld werd tegen Grasshoppers. Tijdens deze wedstrijd mocht hij in de basis beginnen en hij werd in de negenenzestigste minuut naar de kant gehaald. Tweeënhalve week later maakte hij zijn eerste officiële doelpunt. Mede door zijn treffer werd op 11 juli met 2–3 gewonnen op bezoek bij FC Aarau. Aan het einde van het seizoen 2021/22 promoveerde Winterthur als kampioen naar de Super League. Ltaief miste twee van de zesendertig competitiewedstrijden dat seizoen.
Na afloop van deze titel verkaste Ltaief naar FC Basel, waar hij zijn handtekening zette onder een verbintenis voor de duur van vier seizoenen. Namens Basel speelde hij voor het eerst in een Europese competitie, door drie wedstrijden in de UEFA Europa Conference League. In de winterstop keerde hij op huurbasis terug naar competitiegenoot Winterthur. Deze verhuurperiode werd verlengd voor het seizoen 2023/24. Dat seizoen eindigde Winterthur als zesde, één plek te laag voor een Europees ticket.
In mei 2024 tekende Ltaief een contract bij FC Twente, dat hem bij het openen van de transfermarkt die zomer zou overnemen. Bij de Nederlandse club kreeg hij een contract voor drie jaar, met een optie op een jaar extra. Nadat Ltaief in het seizoen 2024/25 tot één goal en twee assists was gekomen in de Eredivisie, werd hij in augustus 2025 voor een jaar verhuurd aan competitiegenoot Sparta Rotterdam.

## Clubstatistieken
| Seizoen | Club               | Competitie       | Competitie | Competitie | Beker | Beker | Internationaal | Internationaal | Totaal | Totaal |
| Seizoen | Club               | Competitie       | Wed.       | Dlp.       | Wed.  | Dlp.  | Wed.           | Dlp.           | Wed.   | Dlp.   |
| ------- | ------------------ | ---------------- | ---------- | ---------- | ----- | ----- | -------------- | -------------- | ------ | ------ |
| 2019/20 | FC Winterthur      | Challenge League | 12         | 2          | 2     | 0     | —              | —              | 14     | 2      |
| 2020/21 | FC Winterthur      | Challenge League | 20         | 1          | 2     | 0     | —              | —              | 22     | 1      |
| 2021/22 | FC Winterthur      | Challenge League | 34         | 5          | 2     | 0     | —              | —              | 36     | 5      |
| 2022/23 | FC Basel           | Super League     | 6          | 0          | 1     | 0     | 3              | 0              | 10     | 0      |
| 2022/23 | → FC Winterthur    | Super League     | 15         | 1          | 0     | 0     | —              | —              | 15     | 1      |
| 2023/24 | → FC Winterthur    | Super League     | 35         | 8          | 5     | 1     | —              | —              | 40     | 9      |
| 2024/25 | FC Twente          | Eredivisie       | 30         | 1          | 2     | 0     | 12             | 1              | 44     | 2      |
| 2025/26 | → Sparta Rotterdam | Eredivisie       | 0          | 0          | 0     | 0     | —              | —              | 0      | 0      |
| Totaal  | Totaal             | Totaal           | 152        | 18         | 14    | 1     | 15             | 1              | 181    | 20     |

Bijgewerkt op 8 augustus 2025.

## Interlandcarrière
Ltaief maakte zijn debuut in het Tunesisch voetbalelftal op 22 september 2022, toen een vriendschappelijke wedstrijd gespeeld werd tegen de Comoren. Door een doelpunt van Taha Yassine Khenissi werd met 1–0 gewonnen. Ltaief moest van bondscoach Jalel Kadri op de reservebank beginnen en hij viel in de negenenzestigste minuut in voor Saîf-Eddine Khaoui. De andere Tunesische debutant dit duel was Chaïm El Djebali (Olympique Lyon). Ltaief werd in december 2023 door Kadri opgenomen in de selectie voor het uitgestelde AK 2023. Op dit toernooi werd Tunesië uitgeschakeld in de groepsfase, na een nederlaag tegen Namibië (0–1) en gelijke spelen tegen Mali (1–1) en Zuid-Afrika (0–0). Ltaief speelde in alle drie de wedstrijden mee.
| Interlands van Sayfallah Ltaief voor Tunesië | Interlands van Sayfallah Ltaief voor Tunesië | Interlands van Sayfallah Ltaief voor Tunesië | Interlands van Sayfallah Ltaief voor Tunesië | Interlands van Sayfallah Ltaief voor Tunesië | Interlands van Sayfallah Ltaief voor Tunesië |
| №                                            | Datum                                        | Wedstrijd                                    | Uitslag                                      | Competitie                                   | Goals                                        |
| Als speler bij FC Basel                      | Als speler bij FC Basel                      | Als speler bij FC Basel                      | Als speler bij FC Basel                      | Als speler bij FC Basel                      | Als speler bij FC Basel                      |
| -------------------------------------------- | -------------------------------------------- | -------------------------------------------- | -------------------------------------------- | -------------------------------------------- | -------------------------------------------- |
| 1                                            | 22 september 2022                            | Tunesië – Comoren                            | 1 – 0                                        | Vriendschappelijk                            |                                              |
| Als speler bij FC Winterthur                 |                                              |                                              |                                              |                                              |                                              |
| 2                                            | 7 september 2023                             | Tunesië – Botswana                           | 3 – 0                                        | AK 2023 kwalificatie                         |                                              |
| 3                                            | 17 oktober 2023                              | Japan – Tunesië                              | 2 – 0                                        | Vriendschappelijk                            |                                              |
| 4                                            | 17 november 2023                             | Tunesië – Sao Tomé en Principe               | 4 – 0                                        | WK 2026 kwalificatie                         |                                              |
| 5                                            | 21 november 2023                             | Malawi – Tunesië                             | 0 – 1                                        | WK 2026 kwalificatie                         |                                              |
| 6                                            | 6 januari 2024                               | Tunesië – Mauritanië                         | 0 – 0                                        | Vriendschappelijk                            |                                              |
| 7                                            | 10 januari 2024                              | Tunesië – Kaapverdië                         | 2 – 0                                        | Vriendschappelijk                            |                                              |
| 8                                            | 16 januari 2024                              | Tunesië – Namibië                            | 0 – 1                                        | AK 2023                                      |                                              |
| 9                                            | 20 januari 2024                              | Tunesië – Mali                               | 1 – 1                                        | AK 2023                                      |                                              |
| 10                                           | 24 januari 2024                              | Zuid-Afrika – Tunesië                        | 0 – 0                                        | AK 2023                                      |                                              |
| 11                                           | 23 maart 2024                                | Tunesië – Kroatië                            | 0 – 0                                        | Vriendschappelijk                            |                                              |
| 12                                           | 26 maart 2024                                | Nieuw-Zeeland – Tunesië                      | 0 – 0                                        | Vriendschappelijk                            |                                              |
| 13                                           | 5 juni 2024                                  | Tunesië – Equatoriaal-Guinea                 | 1 – 0                                        | WK 2026 kwalificatie                         |                                              |
| Als speler bij FC Twente                     |                                              |                                              |                                              |                                              |                                              |
| 14                                           | 5 september 2024                             | Tunesië – Madagaskar                         | 1 – 0                                        | AK 2025 kwalificatie                         |                                              |
| 15                                           | 14 november 2024                             | Madagaskar – Tunesië                         | 2 – 3                                        | AK 2025 kwalificatie                         | 39'                                          |
| 16                                           | 18 november 2024                             | Tunesië – Gambia                             | 0 – 1                                        | AK 2025 kwalificatie                         |                                              |
| 17                                           | 19 maart 2025                                | Libanon – Tunesië                            | 0 – 1                                        | WK 2026 kwalificatie                         |                                              |
| 18                                           | 24 maart 2025                                | Tunesië – Malawi                             | 2 – 0                                        | WK 2026 kwalificatie                         |                                              |
| 19                                           | 2 juni 2025                                  | Tunesië – Burkina Faso                       | 2 – 0                                        | Vriendschappelijk                            |                                              |
| 20                                           | 6 juni 2025                                  | Marokko – Tunesië                            | 2 – 0                                        | Vriendschappelijk                            |                                              |

Bijgewerkt op 8 augustus 2025.

## Erelijst
| Challenge League | 1 | 2021/22 |